# Monica (zangeres)
Monica, artiestennaam van Monica Denise Arnold (Oak Park, Georgia, 24 oktober 1980), is een Amerikaanse r&b-zangeres.

## Biografie
Monica is geboren in Atlanta, Georgia. Als stiefdochter van een predikant en dochter van een kerkzangeres, trad Monica al op zeer jonge leeftijd op in de kerk. Op tienjarige leeftijd werd Monica lid van een rondreizend koor. Ook won ze tientallen talentenjachten in de omgeving van Atlanta met het nummer The Greatest Love of All (van Whitney Houston). Tijdens een van deze talentenjachten werd Monica opgemerkt door een Dallas Austin, hoofd van een platenmaatschappij.
De twaalfjarige Monica kreeg een platencontract aangeboden. Op de leeftijd van veertien was ze de jongste artiest die twee opeenvolgende nummer 1-hits had gehad in de Billboard R&B-lijsten: Don't Take It Personal en Before You Walk Out of My Life. In 1995 kwam haar debuutalbum Miss Thang uit. Het werd drievoudig platina in Amerika. Met Don't Take It Personal had Monica ook een bescheiden hit in Nederland.
In 1998 kwam haar tweede cd uit, getiteld The Boy is Mine. De titeltrack van deze cd, een duet met Brandy, werd in veel landen, waaronder de Verenigde Staten en Nederland, een nummer 1-hit. De opvolger The First Night deed het ook aardig. Sinds 1998 heeft Monica geen hits meer in Nederland gehad.
In Amerika heeft Monica nog de hitparades bereikt met So Gone en U Should've Known Better, van het album After the Storm. Het album werd platina in Amerika, maar werd in Europa niet gepromoot. Haar vierde album The Makings of Me had ook in Amerika slechte verkoopcijfers, ondanks de hit Everytime tha Beat Drop.
Monica is nog actief als zangeres maar brengt haar tijd vooral door met haar gezin. Begin 2009 eerde ze zangeres Mary J. Blige met een optreden van het nummer Not Gon' Cry op de Amerikaanse muziekzender BET.

## Discografie

### Albums
- Miss Thang (1995)
- The Boy Is Mine (1998)
- All Eyez on Me (2002)
- After the Storm (2003)
- The Makings of Me (2006)
- Still Standing (2010)
- New Life (2012)
- Code Red (2015)

### Singles
| Single met eventuele hitnotering(en) in de Nederlandse Top 40 | Datum van verschijnen | Datum van binnenkomst | Hoogste positie | Aantal weken | Opmerkingen               |
| ------------------------------------------------------------- | --------------------- | --------------------- | --------------- | ------------ | ------------------------- |
| Don't take it personal (Just one of dem days)                 | 1995                  | 26-8-1995             | 21              | 6            |                           |
| Before you walk out of my life / Like this and like that      | 1995                  | -                     | -               | -            |                           |
| Why I love you so much / Ain't nobody                         | 1995                  | -                     | -               | -            |                           |
| For you I will                                                | 1997                  | 3-5-1997              | tip             |              |                           |
| The boy is mine                                               | 1998                  | 27-6-1998             | 1(3wk)          | 17           | met Brandy                |
| The first night                                               | 1998                  | 3-10-1998             | 24              | 8            |                           |
| Angel of mine                                                 | 1998                  | -                     | -               | -            |                           |
| Inside                                                        | 1999                  | -                     | -               | -            |                           |
| Street symphony                                               | 1999                  | -                     | -               | -            |                           |
| I've got to have it                                           | 2000                  | 9-9-2000              | tip             |              | met Jermaine Dupri en Nas |
| So gone                                                       | 2003                  | -                     | -               | -            |                           |
| Knock knock / Get it off                                      | 2003                  | -                     | -               | -            |                           |
| U should've known better                                      | 2004                  | -                     | -               | -            |                           |
| Everytime tha beat drop                                       | 2006                  | -                     | -               | -            |                           |
| A dozen roses (You memind me)                                 | 2006                  | -                     | -               | -            |                           |
| Sideline ho                                                   | 2007                  | -                     | -               | -            |                           |
| Hell no (Leave home)                                          | 2007                  | -                     | -               | -            |                           |

- Bibliothèque nationale de France: cb14027234p (data)
- Gemeinsame Normdatei: 134952472
- International Standard Name Identifier: 0000 0000 5515 4972
- Library of Congress Control Number: no96066244
- MusicBrainz: af84073d-3b6d-4390-9d3f-bf65a91c824f
- Nationale Bibliotheek van Tsjechië: xx0149801
- Nationale Bibliotheek van Polen: a0000001257141
- Virtual International Authority File: 4528617